# Liste der Monuments historiques in Saint-Pierre-en-Vaux
Die Liste der Monuments historiques in Saint-Pierre-en-Vaux führt die Monuments historiques in der französischen Gemeinde Saint-Pierre-en-Vaux auf.

## Liste der Immobilien
| Bezeichnung      | Beschreibung            | Standort                     | Kennzeichnung | Schutzstatus | Datum | Bild           |
| ---------------- | ----------------------- | ---------------------------- | ------------- | ------------ | ----- | -------------- |
| Kirche St-Pierre | aus dem 11. Jahrhundert | Le Vieux Saint-Pierre (Lage) | PA00112636    | Inscrit      | 1976  | weitere Bilder |

## Liste der Objekte
| Bezeichnung                          | Beschreibung                                                            | Standort                                              | Kennzeichnung | Schutzstatus | Datum | Bild |
| ------------------------------------ | ----------------------------------------------------------------------- | ----------------------------------------------------- | ------------- | ------------ | ----- | ---- |
| Skulptur Petrus in päpstlichem Ornat | Holz, farbig gefasst, erste Hälfte des 16. Jahrhunderts                 | Le Vieux Saint-Pierre, in der Kirche St-Pierre (Lage) | PM21002021    | Classé       | 1938  |      |
| Skulptur Heiliger Antonius der Große | Holz, farbig gefasst, erste Hälfte des 16. Jahrhunderts                 | Le Vieux Saint-Pierre, in der Kirche St-Pierre (Lage) | PM21002022    | Classé       | 1967  |      |
| Skulptur Petrus                      | Kalkstein, 13. Jahrhundert                                              | Le Vieux Saint-Pierre, in der Kirche St-Pierre (Lage) | PM21002023    | Classé       | 1959  |      |
| Skulptur Notre-Dame de Vellerot      | Darstellung der Madonna mit Kind; Holz, farbig gefasst, 17. Jahrhundert | Le Vieux Saint-Pierre, in der Kirche St-Pierre (Lage) | PM21003380    | Inscrit      | 1972  |      |